# 李六乙
李六乙（1961年—），四川成都人，1982年入讀中央戲劇學院导演系，畢業後進研究院戏曲研究所研究中国戏曲。現為北京人民艺术剧院的导演及剧作家，亦設有自己的「李六乙新戏剧工作室」。作品包括话剧、戏曲、芭蕾等。2008年参加香港艺术节、荷兰艺术节。

## 代表作品
- 《四川好人》
- 巾帼三部曲：《穆桂英》[2]、《花木兰》、《梁红玉》
- 《北京人》[3][4][5]